# Personaggi di Jessica Jones
Questa voce contiene un elenco dei personaggi presenti nella serie televisiva Jessica Jones.

## Personaggi principali
- Legenda:      Cast principale;      Ruolo ricorrente;      Guest;      Non appare / Apparizione non annunciata.

| Personaggio      | Interprete       | Apparizioni | Apparizioni | Apparizioni |
| Personaggio      | Interprete       | Stagione 1  | Stagione 2  | Stagione 3  |
| ---------------- | ---------------- | ----------- | ----------- | ----------- |
| Jessica Jones    | Krysten Ritter   |             |             |             |
| Luke Cage        | Mike Colter      |             |             |             |
| Trish Walker     | Rachael Taylor   |             |             |             |
| Will Simpson     | Wil Traval       |             |             |             |
| Malcolm Ducasse  | Eka Darville     |             |             |             |
| Hope Shlottman   | Erin Moriarty    |             |             |             |
| Jeri Hogarth     | Carrie-Anne Moss |             |             |             |
| Kilgrave         | David Tennant    |             |             |             |
| Oscar Arocho     | J. R. Ramirez    |             |             |             |
| Pryce Cheng      | Terry Chen       |             |             |             |
| Inez Green       | Leah Gibson      |             |             |             |
| Alisa Jones      | Miriam Shor      |             |             |             |
| Alisa Jones      | Janet McTeer     |             |             |             |
| Erik Gelden      | Benjamin Walker  |             |             |             |
| Kith Lyonne      | Sarita Choudhury |             |             |             |
| Gregory Salinger | Jeremy Bobb      |             |             |             |
| Zaya Okonjo      | Tiffany Mack     |             |             |             |

### Jessica Jones
Jessica Jones (interpretata da Krysten Ritter, doppiata da Giuppy Izzo) è un'ex-supereroina che soffre di disturbo post-traumatico da stress che apre un'agenzia investigativa, la "Alias Investigations".
Ritter ha affermato di aver letto Alias per prepararsi alla parte e di essere felice di poter lavorare con la showrunner Melissa Rosenberg. Parlando dell'adattamento del personaggio, Jeph Loeb ha affermato che "Jessica Jones è basata su un fumetto molto più per adulti. Il materiale di base viene da là. Ha dei veri problemi con diversi cose di cui abusa! E non ci stiamo affatto allontanando da questo aspetto. Non vogliamo metterla in ordine". Paragonando il personaggio con il Matt Murdock di Daredevil, Rosenberg ha spiegato: "Sono personaggi molto diversi. Jessica pensa a pagare l'affitto e a trovare nuovi clienti. È alle prese con un passato abbastanza oscuro. Cerca di arrivare a fine giornata. Non sta davvero cercando di salvare la città. Sta cercando di salvare il suo appartamento. Nel suo cuore condivide qualcosa con Matt Murdock, e lui ne è più consapevole, che lei vuole fare qualcosa di buono. Vuole contribuire a cambiare il mondo. Ma ci sono diversi problemi di personalità che si mettono sulla sua strada... Matt Murdock ha studiato arti marziali. È un combattente abilissimo. Jessica Jones è una attaccabrighe. Si ubriaca, si incazza e boom, sei a terra. Non indossa un costume. Non indossa una maschera. È fatta così. È una persona estremamente franca, diretta, e ciò si riflette anche nell'azione". Elizabeth Cappuccino interpreta Jessica da ragazza.

### Luke Cage
Luke Cage (interpretato da Mike Colter, doppiato da Metello Mori) è un uomo con una forza sovrumana, pelle indistruttibile e un misterioso passato, che Jones incontra durante un caso e che cambierà profondamente la sua vita.
Colter ha descritto Cage come un "eroe di quartiere, molto attaccato a New York e a Jessica Jones. È un personaggio più oscuro, grezzo e tangibile rispetto a Iron Man o Thor. Gli piace tenere le cose vicino a sé, operare in segreto. Ha queste abilità ma non è sicuro di come e quando usarle". Loeb ha spiegato che il personaggio "è importante per lo show, ed è certamente importante per la storia di Jessica Jones e della sua identità. Non sarebbe Jessica Jones se non capisci in che modo Luke ha cambiato la sua vita". Ha inoltre aggiunto che la serie mostra un Luke Cage "non proprio nel mezzo, ma quasi a metà" della sua storia, e che Luke Cage offre alla Marvel la possibilità di "raccontare una grande storia che è accaduta in passato, e una grande storia che deve ancora accadere".

### Trish Walker
Patricia "Trish" Walker (interpretata da Rachael Taylor, doppiata da Monica Ward) è un'ex-modella e bambina prodigio, è la miglior amica di Jones e lavora come presentatrice radiofonica. Parlando del personaggio, Loeb ha detto che "la cosa più importante è il rapporto tra Trish e Jessica, e come queste due donne che sono quasi delle sorelle, non possano essere più diverse, e nonostante ciò credono nelle stesse cose. La domanda 'cosa significa essere un eroe e quali sono le tue responsabilità quando hai dei poteri' è qualcosa che le unisce, ma al tempo stesso le divide continuamente. Penso che siamo fortunati ad avere Melissa come sceneggiatrice perché riesce a cogliere l'essenza dell'amicizia tra donne, e il modo in cui due donne possono essere competitive e amichevoli, e amarsi e odiarsi". Catherine Blades interpreta Trish da ragazza.

### Will Simpson
Will Simpson (interpretato da Wil Traval, doppiato da Alan Bianchi) è un poliziotto del NYPD che prende molto seriamente il suo lavoro. Traval ha spiegato che le origini del personaggio nella serie sono state "reinventate" rispetto a quelle dei fumetti.
Muore nella seconda stagione avvertendo Trish.

### Malcolm Ducasse
Malcolm Ducasse (interpretato da Eka Darville, doppiato da Federico Campaiola) è il vicino di casa di Jones; combatte contro la tossicodipendenza e viene coinvolto da vicino nelle avventure della ragazza.

### Hope Shlottman
Hope Shlottman (interpretata da Erin Moriarty, doppiata da Rossa Caputo) una studentessa della New York University e cliente della Alias Investigations. Si suicida durante lo scontro tra Jessica e Kilgrave.

### Jeri Hogarth
Jeri Hogarth (interpretata da Carrie-Anne Moss, doppiata da Emanuela Rossi) è una dei migliori avvocati di New York, omosessuale e alleata della Jones solo per tornaconto personale.

### Kilgrave
Kilgrave, il cui vero nome è Kevin Thompson (interpretato da David Tennant, doppiato da Alessandro Quarta) è un uomo del passato di Jones il cui ritorno segnerà profondamente la ragazza. È nato con un disturbo neurale e da bambino venne sottoposto a numerosi esperimenti tramite i quali sviluppò un virus che gli diede i suoi poteri; in seguito cambiò il suo nome in "Kilgrave", viene ucciso da Jessica.
Loeb ha paragonato il personaggio al Wilson Fisk di Daredevil, affermando che "ci sono dei momenti in Daredevil in cui non sei a tuo agio perché non stai del tutto tifando per Matt, in parte tifi anche per Wilson, e la stessa cosa accadrà in Jessica Jones. Ci saranno dei momenti in cui [Jessica] farà delle cose moralmente discutibili. E ci saranno alcune cose davvero straordinarie, quando scoprirete di più sul personaggio di Kilgrave e vedrete come David Tennant interpreta il personaggio". James Freedson-Jackson interpreta Kilgrave da bambino.

### Inez Green
Inez Green (interpretata da Leah Gibson) è una ragazza scaltra con un'educazione da infermiera, finisce per avere una relazione con Jeri.

### Oscar Arocho
Oscar Arocho (interpretato da J. R. Ramirez) è un padre single che lavora come portiere nel condominio in cui abita Jessica.

### Pryce Cheng
Pryce Cheng (interpretato da Terry Chen) è un investigatore privato rivale di Jessica.

### Alisa Jones
Alisa Jones (nella prima stagione interpretata da Miriam Shor e nella seconda da Janet McTeer) è la madre di Jessica sopravvissuta anche lei all'incidente, non rivela la sua identità fino alla seconda stagione, viene uccisa da Trish con un colpo di pistola.

### Erik Gelden
Erik Gelden (interpretato da Benjamin Walker) è un uomo con il potere di poter riconoscere i criminali attraverso il mal di testa, conosce Jessica in un locale e ci intraprende una relazione.

### Kith Lyonne
Kith Lyonne (interpretata da Sarita Choudhury è una vecchia fiamma di Hogarth.

### Gregory Sallinger
Gregory Sallinger (interpretato da Jeremy Bobb) è un assassino che vuole uccidere Erik, Jessica e Trish, viene incastrato da Jessica e in seguito ucciso da Trish.

### Zaya Okonjo
Zaya Okonjo (interpretata da Tiffany Mack) è la fidanzata di Malcolm e lavora nello studio di Jeri Hogarth.

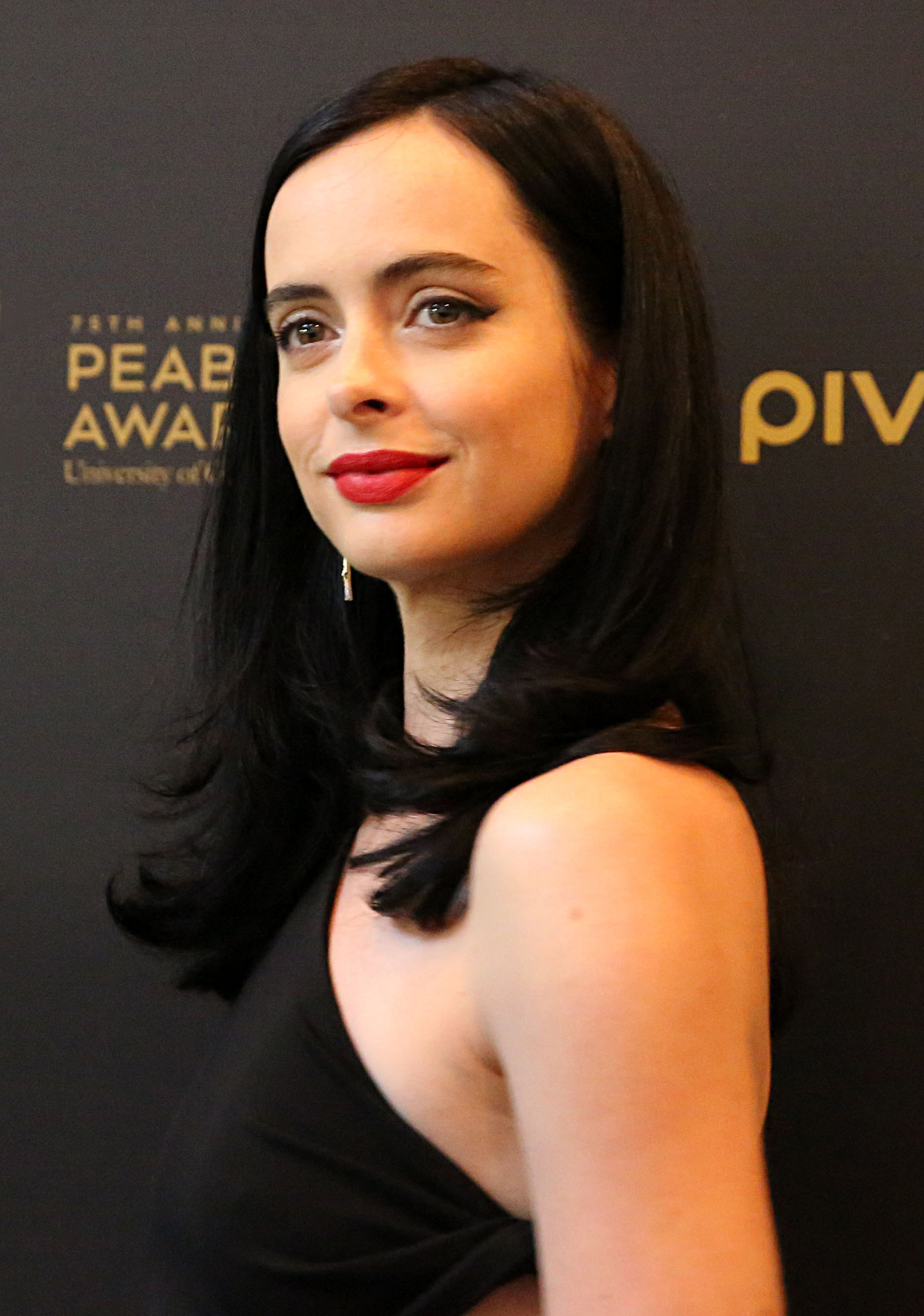
Krysten Ritter interpreta Jessica Jones
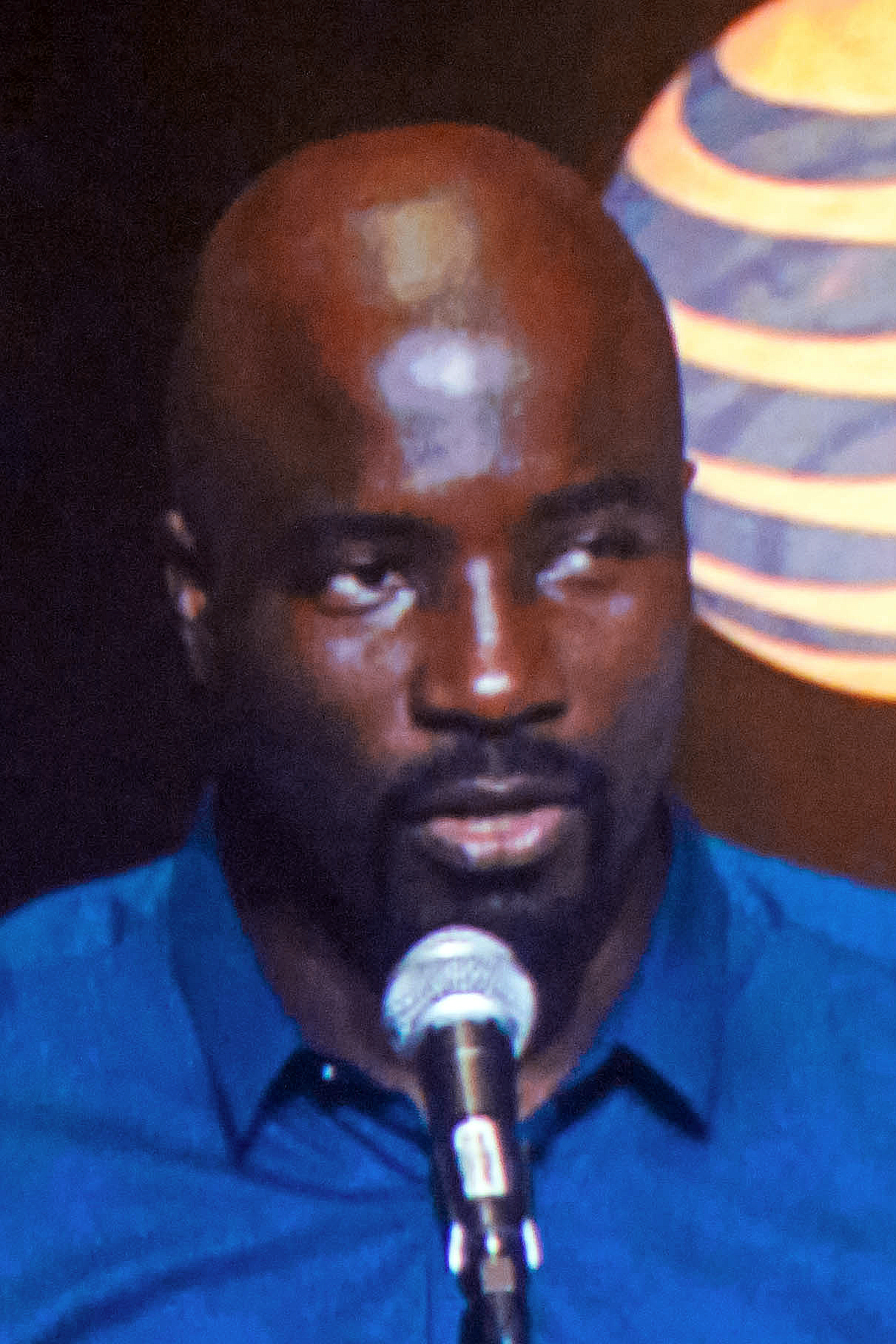
Mike Colter interpreta Luke Cage
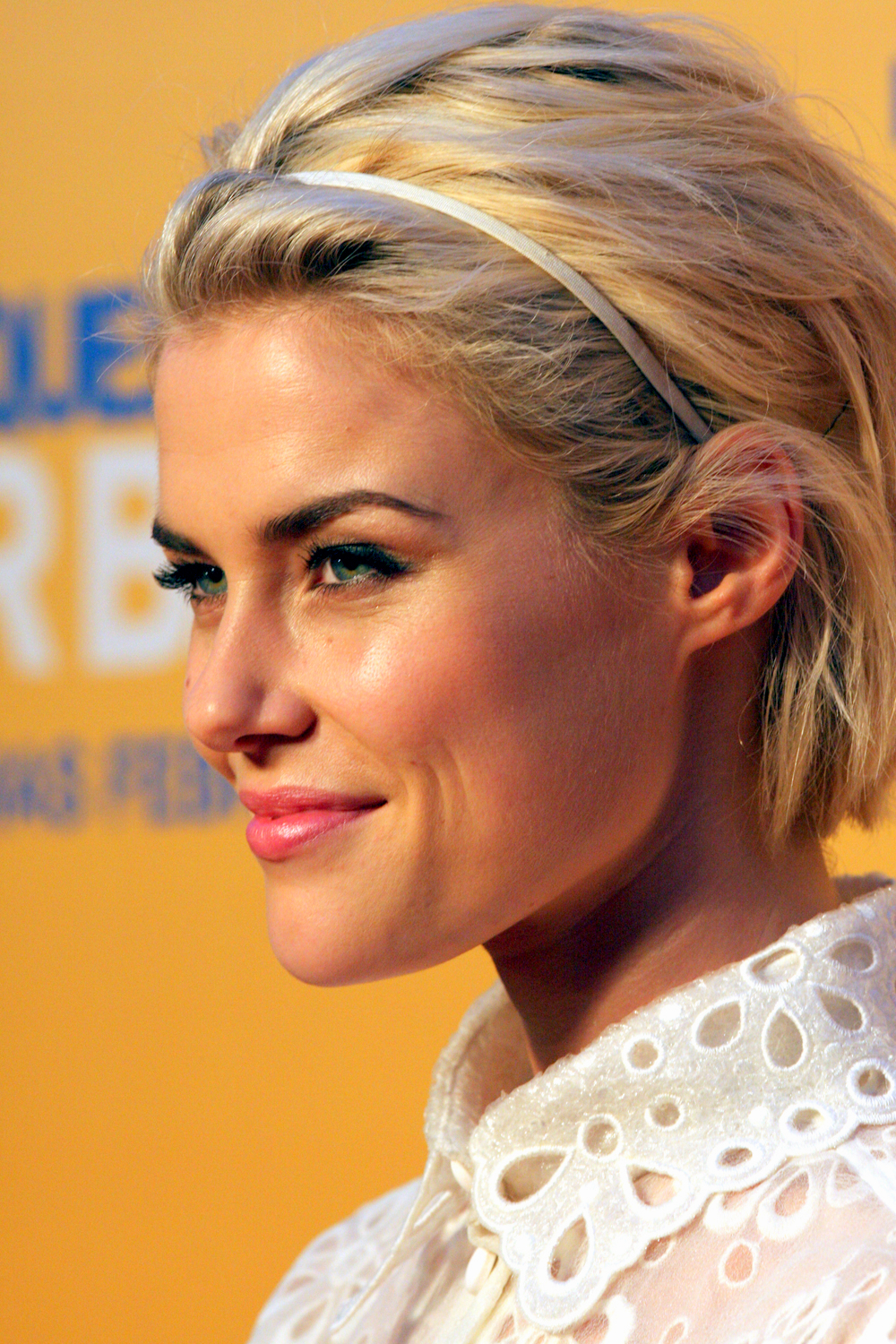
Rachael Taylor interpreti Trish Walker
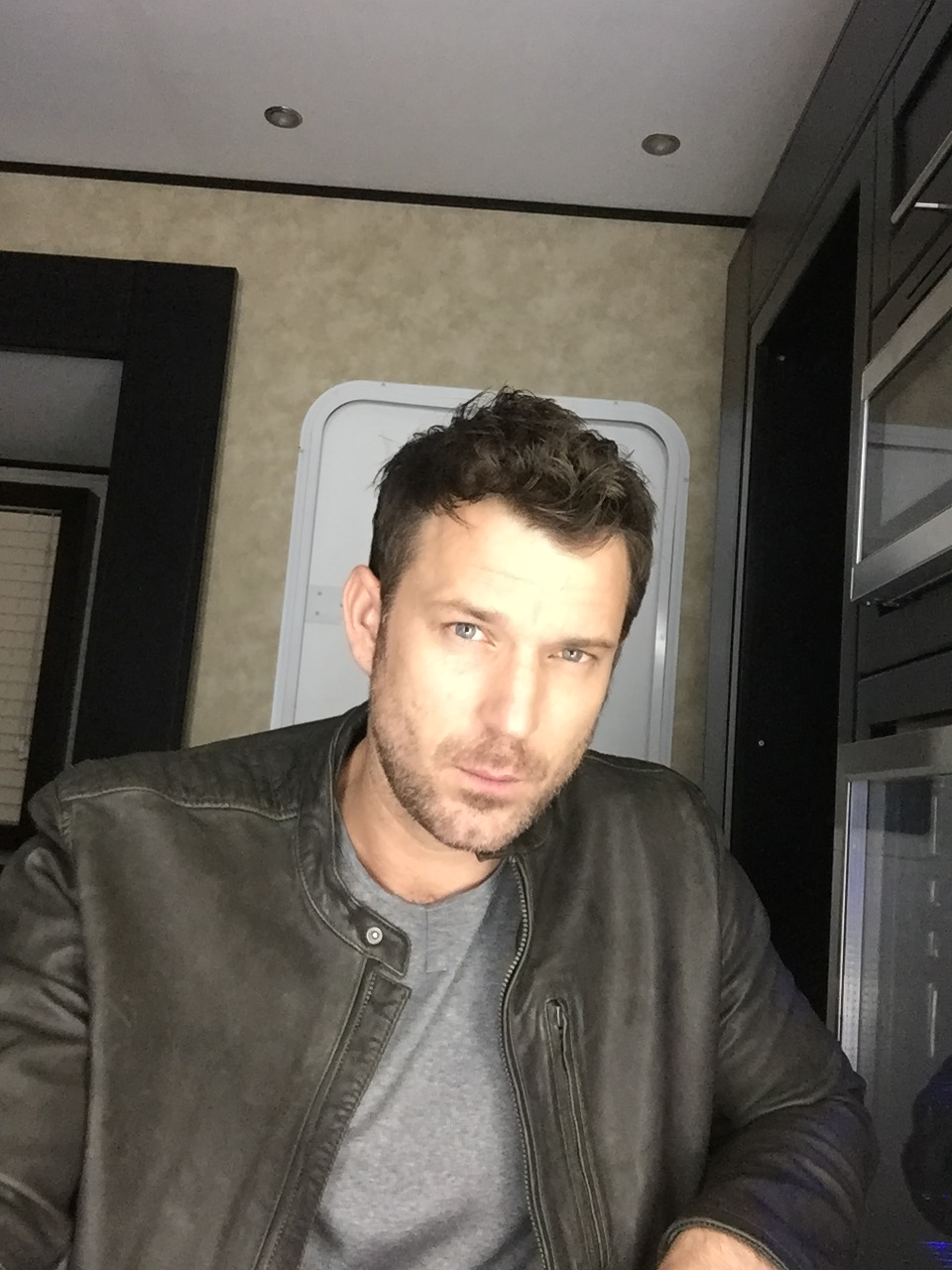
Wil Traval interpreta Will Simpson
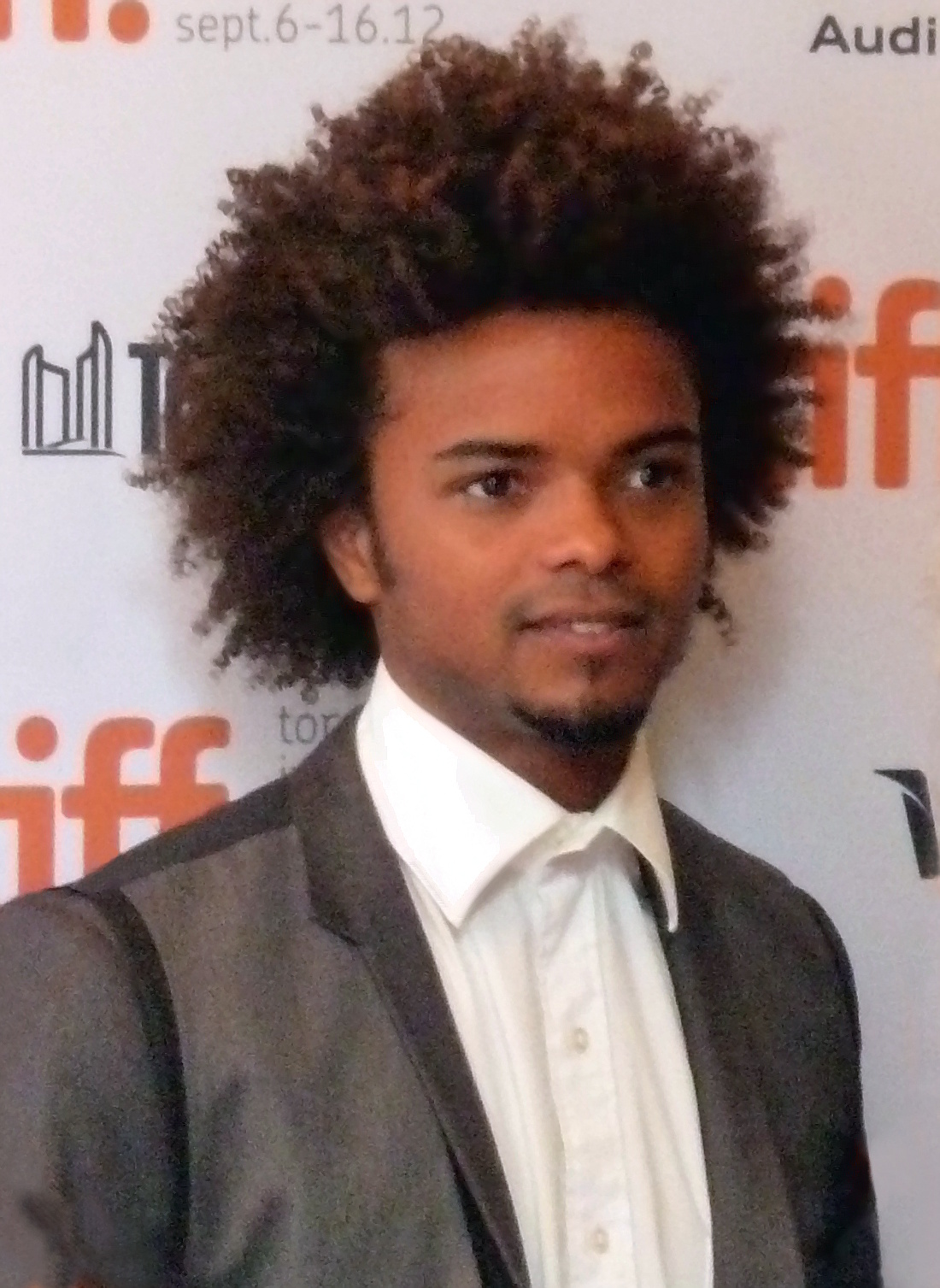
Eka Darville interpreta Malcolm Ducasse
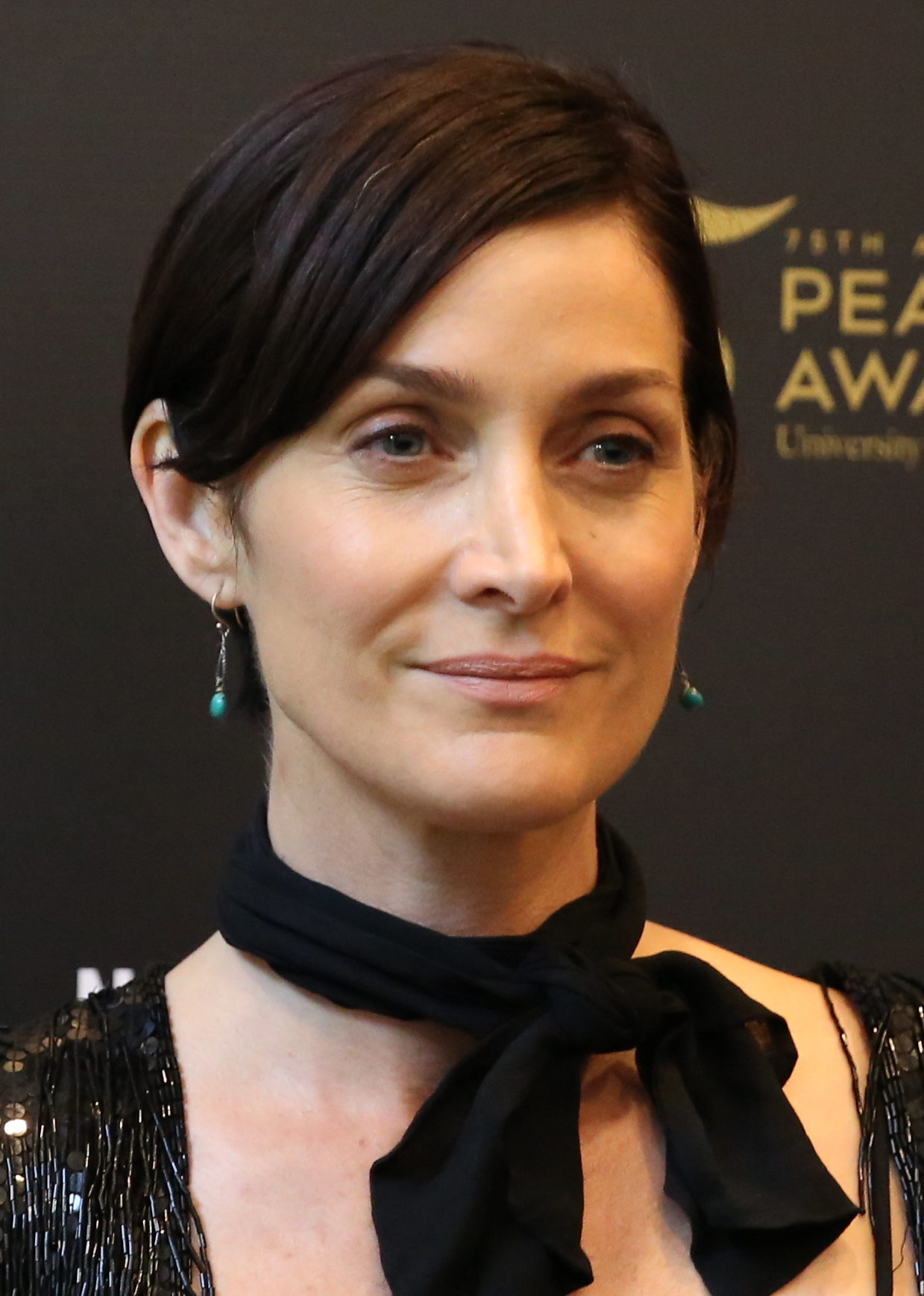
Carrie-Anne Moss interpreta Jeri Hogarth
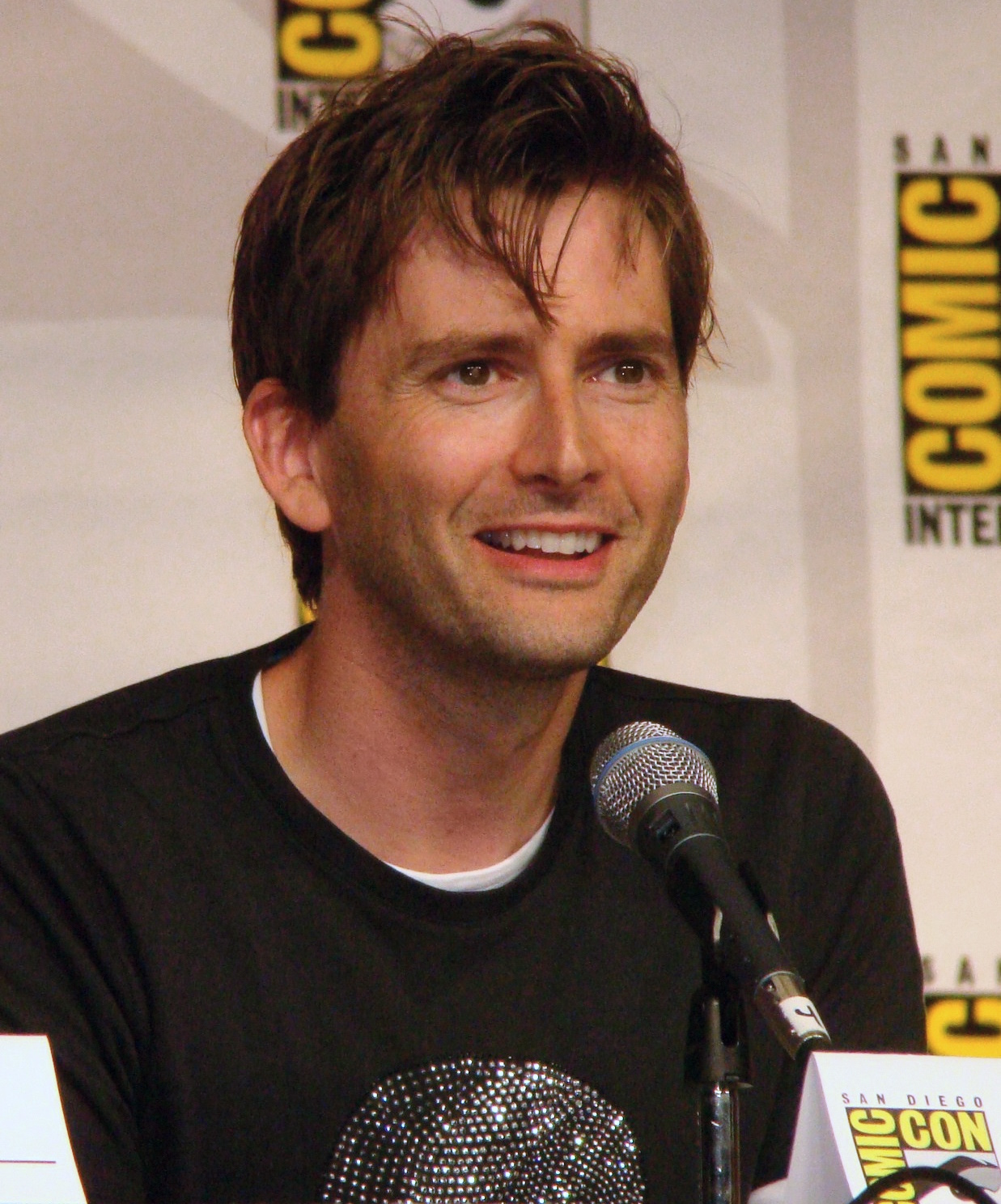
David Tennant interpreta Kilgrave
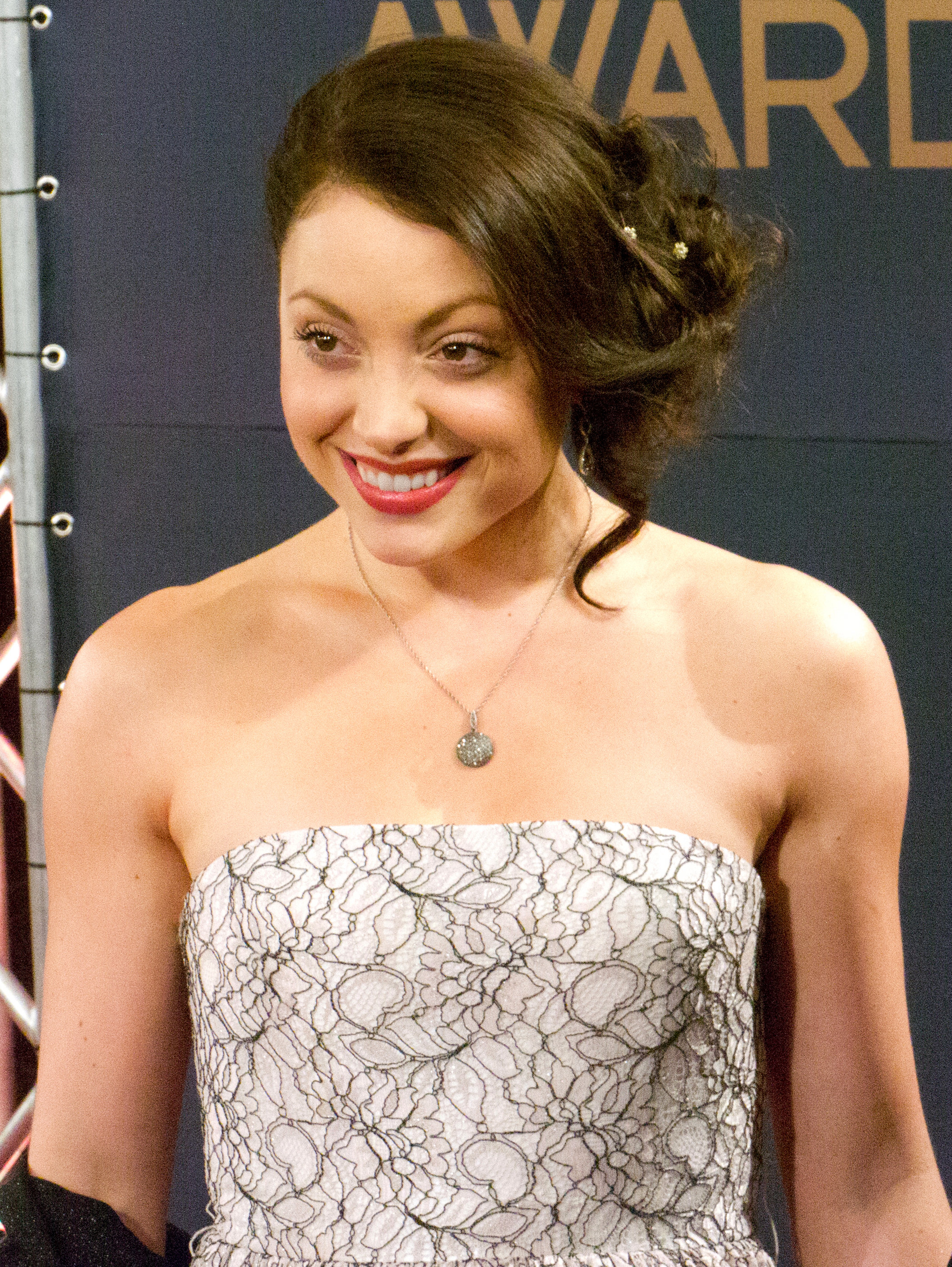
Leah Gibson interpreta Inez Green
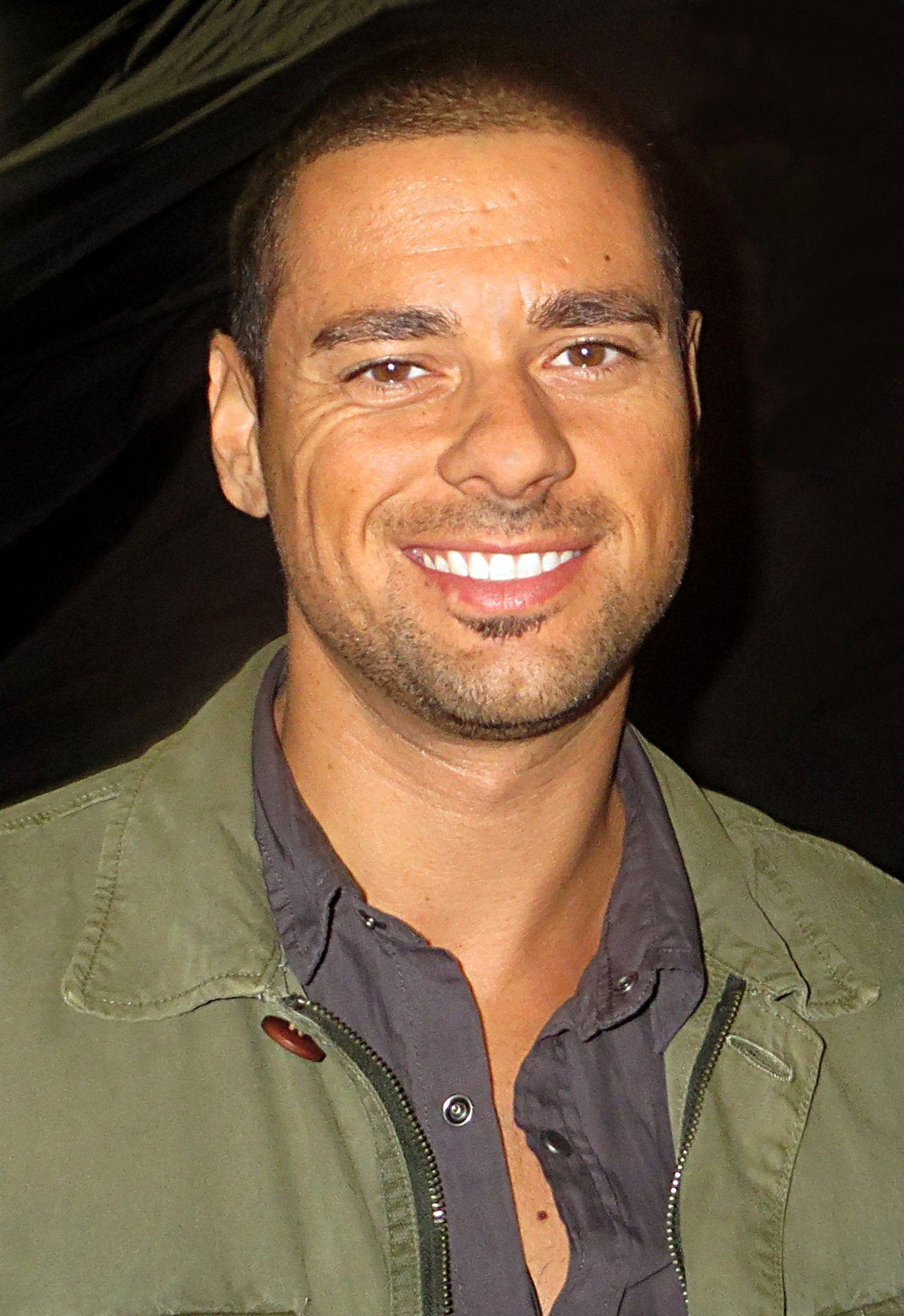
J. R. Ramirez interpreta Oscar Arocho

## Personaggi ricorrenti
Elenco dei personaggi che sono apparsi nella serie in ruoli ricorrenti e significativi.

### Pam
Pam (interpretata da Susie Abromeit, doppiata da Roberta De Roberto) è l'assistente e amante di Jeri Hogarth.

### Dorothy Walker
Dorothy Walker (interpretata da Rebecca De Mornay, doppiata da Francesca Guadagno) è la violenta madre di Trish.

### Robyn
Robyn (interpretata da Colby Minifie) è una vicina di casa di Jessica e sorella gemella di Ruben.

### Ruben
Ruben (interpretato da Kieran Mulcare, doppiato da Niccolò Ward) è un vicino di casa di Jessica di cui è innamorato e fratello gemello di Robyn, viene ucciso da Kilgrave.

### Oscar Clemons
Oscar Clemons (interpretato da Clarke Peters) è un detective del NYPD.

### Albert Thompson
Albert Thompson (interpretato da Michael Siberry) è il padre di Kilgrave.

### Wendy Ross-Hogarth
Wendy Ross-Hogarth (interpretata da Robin Weigert, doppiata da Nunzia Di Somma) è un medico ed ex-moglie di Jeri Hogarth.

#### Brett Mahoney
Brett Mahoney (interpretato da Royce Johnson, doppiato da Andrea Moretti) è un sergente del 15º distretto di polizia di New York, compare soltanto in alcuni episodi e lavora con Oscar Clemons.

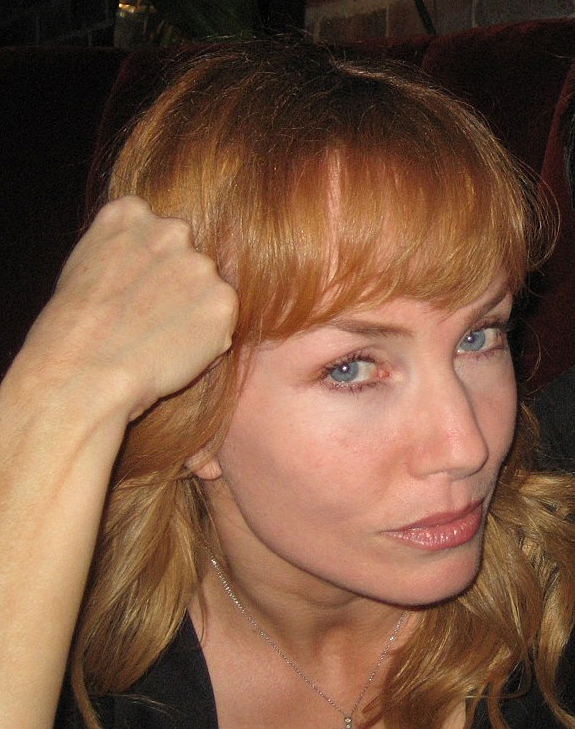
Rebecca De Mornay interpreta Dorothy Walker
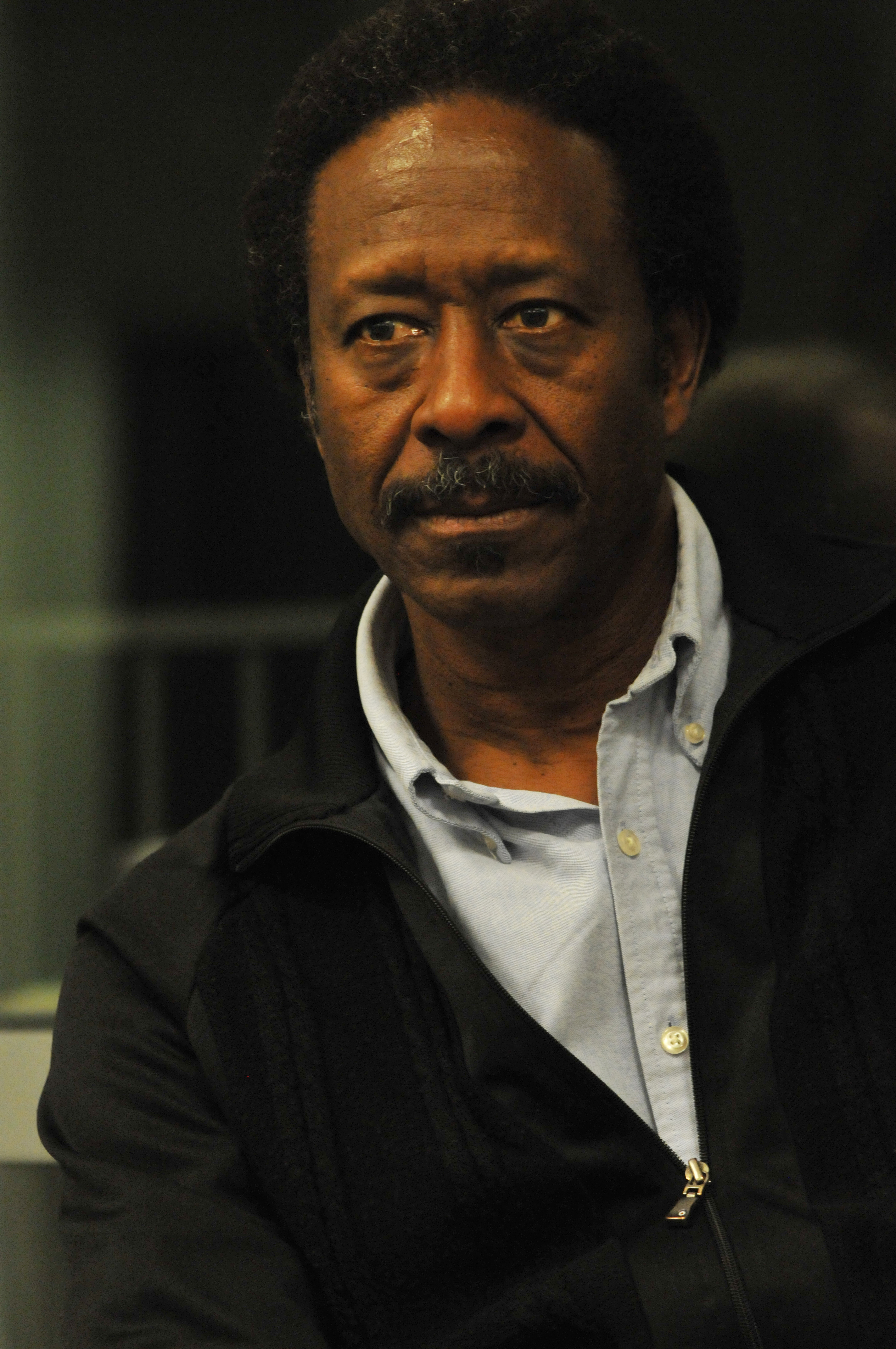
Clarke Peters interpreta Oscar Clemons

## Guest star
Elenco di guest star ricorrenti che sono apparse nella serie in ruoli minori o in camei comunque significativi.

### Introdotti in altre serie televisive
- Claire Temple, interpretata da Rosario Dawson, doppiata da Francesca Fiorentini: un'infermiera notturna che lavora a Hell's Kitchen.[13]
- Brett Mahoney (interpretato da Royce Johnson, doppiato da Andrea Moretti): un sergente del 15º distretto di polizia di New York.

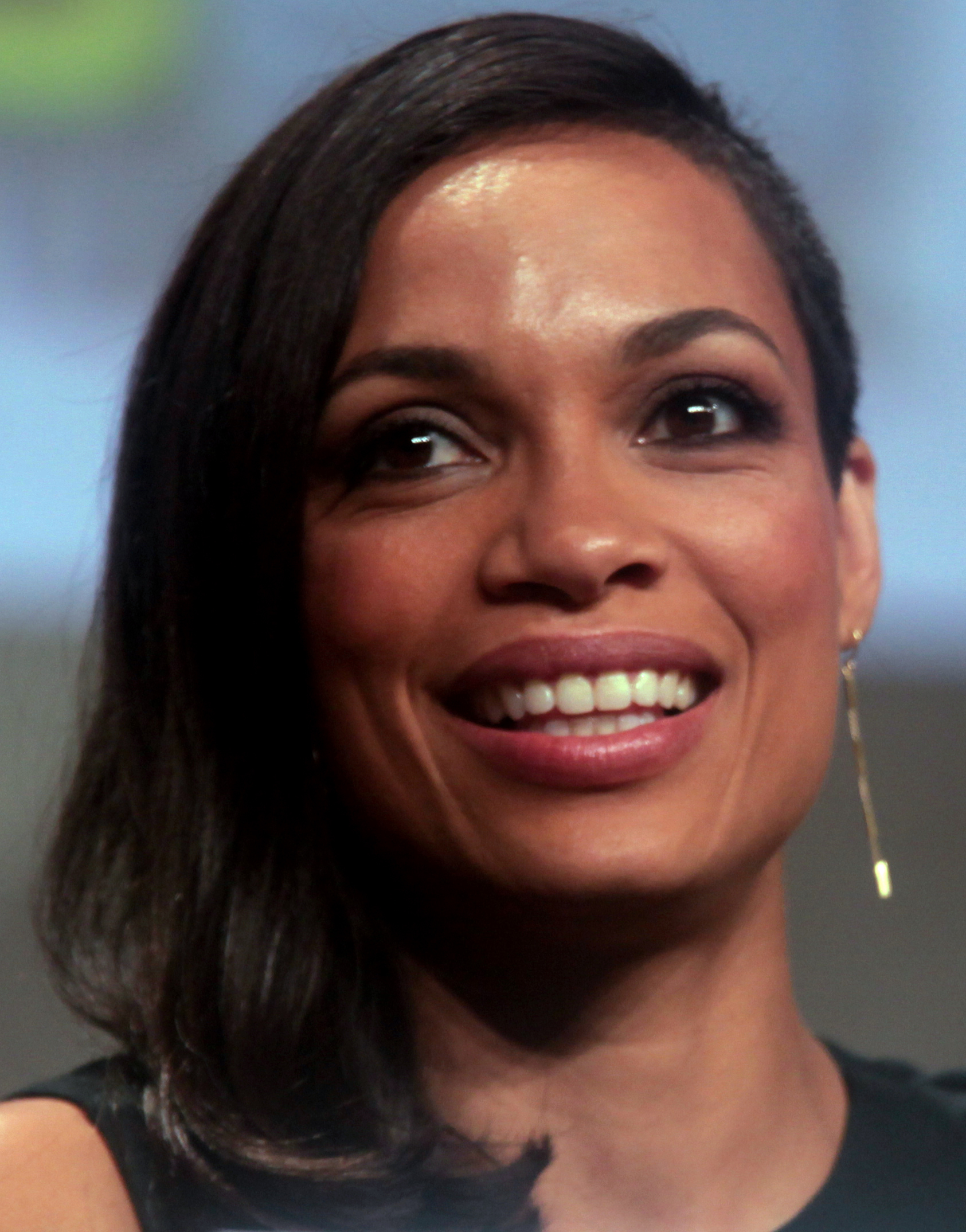
Rosario Dawson interpreta Claire Temple

### Introdotti nella prima stagione
- Brian Jones, interpretato da James Colby: il padre di Jessica.
- Louise Thompson, interpretata da Lisa Emery: la madre di Kilgrave.
- Reva Connors, interpretata da Parisa Fitz-Henley: la defunta moglie di Luke Cage.
- Kozlov, interpretato da Thomas Kopache, doppiato da Giorgio Lopez: un dottore a capo del programma che ha dato le pillole sperimentali a Simpson.
- Phillip Jones, interpretato da Billy McFadden: il fratello di Jessica.
- Alisa Jones, interpretata da Miriam Shor: la madre di Jessica.
- Samantha Reyes, interpretata da Michelle Hurd, doppiata da Silvana Sodo: è l'infida e immorale procuratrice distrettuale di New York.